# Petras Valiukas
Petras Valiukas (ur. 1948, zm. 1993) – litewski oficer milicji i policji, polityk, minister spraw wewnętrznych w latach 1991–1992.

## Życiorys
Pracę w milicji rozpoczął w 1967. Pełnił m.in. funkcje zastępcy szefa wydziału spraw wewnętrznych rejonu malackiego oraz dyrektora wydziału spraw wewnętrznych w Jeziorosach. Od 1985 kierował wydziałem spraw wewnętrznych w Mariampolu. W 1991 został dowódcą oddziału policji do zadań specjalnych „Aras”, a następnie naczelnikiem policji w Kownie.
19 listopada 1991 został powołany na stanowisko ministra spraw wewnętrznych w rządzie Gediminasa Vagnoriusa. Funkcję tę pełnił do grudnia 1992, zachowując stanowisko również w gabinecie Aleksandrasa Abišali.